# Tigranes I Mamicônio
Tigranes I Mamicônio foi um nobre armênio do final do século VI e começo do VII, conhecido apenas a partir da História de Taraunitis de João Mamicônio. Supostamente esteve ativo em Taraunitis na luta contra os invasores persas do xá Cosroes II (r. 590–628).

## Nome
Tigranes (Tigrānēs; Τιγράνης, Tigránēs) é a forma latina e grega surgida do persa antigo *Tigrana (*Tigrāna) e do acadiano Tigranu (𒋾𒅅𒊏𒉡, Tīgranu). Hračʻya Ačaṙyan propôs que derivou por haplologia de *tigrarāna, supostamente significando "lutar com flechas" (cf. o persa antigo 𐎫𐎡𐎥𐎼𐎠𐎶, ⁠tigrām, “pontiagudo”, acusativo singular feminino), que Ačaṙyan entendeu que derivou do avéstico 𐬙𐬌𐬖𐬭𐬀 (tiγra, "flecha") e sânscrito तिग्म (tigmá, "pontiagudo") e do avéstico 𐬭𐬇𐬥𐬀 (rə̄na, "batalha, luta") e sânscrito रण (raṇa, "batalha")). Ele também comparou o grego antigo Tigrapates (Τιγραπάτης, Tigrapátēs, literalmente “mestre das flechas”) e, para a haplologia, o nome avéstico 𐬬𐬍𐬭𐬁𐬰 (vīrāz) de *vīra-rāz-. J̌ahukyan considerou a explicação improvável. É mais provável que decorra do iraniano antigo Tigrana (*Tigrāna-), uma formação patronímica com o sufixo *-āna- do nome *Tigra (*Tigrā-; lit. “delgado”), refletido no elamita Tigra (𒋾𒅅𒊏, Tīgra) e acadiano Tigra (𒋾𒅅𒊏𒀪, Tīgraʾ), da palavra discutida acima para "pontiagudo". O nome foi tardiamente registrado em armênio como Tigrã (Տիգրան, Tigran).

## Vida
Era filho de Vaanes III. É conhecido apenas a partir do relato da História de Taraunitis de João Mamicônio, obra considerava como não fiável, e autores como Christian Settipani questionam sua existência. Cyril Toumanoff considera-o personagem histórica e data sua morte em 640.

### História de Taraunitis

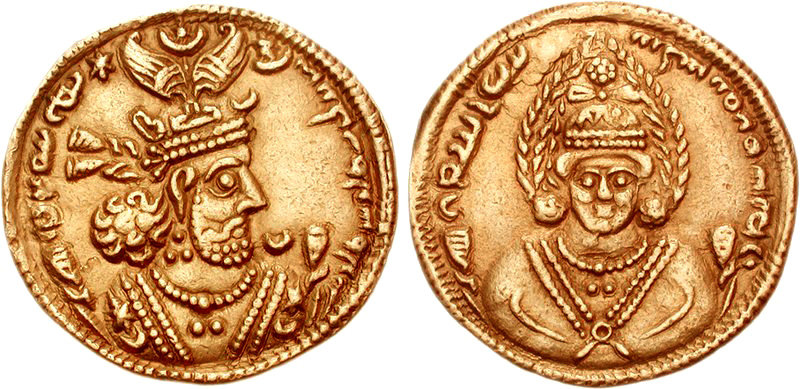
Dinar de r.

Aparece pela primeira vez no tempo do imperador Focas (r. 602–610), quando é batizado no Mosteiro de Glaco. 18 anos depois, Cosroes enviou 50 600 soldados a Taraunitis com intenção de atacar o Mosteiro de Glaco e pegar os ossos de seus inimigos. Eles acamparam em Muxe e Vaanes convocou seu filho e lhe disse:
| “ | Meu filho, não seja enganado em pecado porque você é poderoso, e não seja enganado por mulheres bonitas por causa de sua juventude. Em vez disso, lembre-se de seus pais e com que santidade e pureza serviram a Deus. não se esqueça do serviço a São Precursor, pois nas batalhas foi ele quem nos ajudou. Se você quer viver muito tempo, não seja tentado à devassidão. E se eu morrer em guerra, tenho meus restos levados para Servir a Deus e aos seus clérigos com santidade como eu, pois não fui enganado pela beleza nem expulsei ou assediei os desafortunados, pois cuidei de todos sob a autoridade, homens, mulheres e crianças, crentes em Cristo, como irmãos e famílias de meu país como meus pais fizeram, com preocupação. Filho, se você fizer o mesmo, o Senhor fortalecerá você. Agora vamos à batalha. | ” |
|   | — João Mamicônio, História de Taraunitis, capítulo V. |   |

Foram à batalha, enviaram carta ao abade Gregório e levaram à batalha 385 clérigos encapuzados. Quando a batalha começou nas margens do rio Arasani próximo a floresta chamada Colina de Cagamaqueaque. Por intervenção divina, os armênios estavam vencendo, o que compele o general Varduri a investir contra Tigranes. Ao defrontá-lo, Varduri disse: "Feiticeiro! Você é exaltado em feitiçaria, e por feitiçaria venceu os cajes persas". Tigranes respondeu: "Se sou feiticeiro, então obedeça um momento, para que eu possa lhe mostrar o rabo do seu cavalo." E Tigranes rapidamente arrancou o pé direito de Varduri junto com as grevas. Varduri inclinou-se para o lado e caiu e Tigranes disse: "Varduri, não me culpe. Sua cabeça estava curvada e fez você cair. Deixe-me equilibrar sua carga." E ele cortou sua cabeça e deu a um servo, dizendo: "Guarde isto para quando acamparmos em Matravanque e jogue polo na frente da igreja de São Precursor, pois foi Varduri quem insultou os clérigos de Precursor."
Quase 20 anos depois, antes do imperador Heráclio (r. 610–641) derrotar Cosroes na guerra em curso em 627, Tigranes foi a corte persa em Ctesifonte sob o comando do príncipe da Ibéria Vasdeano e seu pai Vaanes. Foi acolhido como um dos filhos adotivos de Cosroes e nomeado marzobã da Armênia. Ele tomou muitas tropas e foi contra os bizantinos, mas enviou mensagem a Heráclio, dizendo: "Não se assuste com a minha vinda. Em vez disso, me dê uma cidade onde eu possa reunir as tropas armênias e eu serei seu auxiliar". E um juramento de amizade foi feito no qual Tigranes foi considerado marzobã da Armênia e Irã, como dimesleco dos gregos. Ciente disso, Vasdeano foi a Cosroes e disse: "Tigranes te traiu e se juntou aos bizantinos. Agora mande oito mil cavaleiros para Vananda e eu o entregarei a você." O xá enviou cinco mil soldados para Vasdeano que escreveu uma carta a Tigranes: "Você agravou Cosroes com sua migração. Mas venha e vamos nos consultar sobre o rei." Assim que Tigranes leu a carta, chegou outra carta no mesmo dia do filho da irmã de Vasdeano, Hamã, informando-o da traição diante dele das tropas que tinham vindo do Irã. Ele imediatamente escreveu uma carta para Vasdeano repreendendo-o por sua trama.
No mesmo ano, Heráclio derrota Cosroes e, lembrando do juramento feito entre ele e Tigranes, nomeia-o marzobã dos armênios. 8 anos depois, o filho da irmã de Maomé, Ibraim, veio com muita bagagem trazendo consigo 18 mil cavaleiros, exigindo impostos da Armênia. Tigranes enviou uma mensagem que todo o exército se reunisse à guerra. Porém, o filho de Vasdeano, Jojique, achando o tempo favorável, fez com que toda a Armênia se rebelasse, de modo que eles não iriam para Tigranes. Quando Tigranes viu que tudo estava terminado, falou estas palavras diante de seu exército de oito mil soldados que tinham vindo voluntariamente "Ó povo de Cristo, é melhor para mim morrer do que à Igreja de Deus se tornar tributária para os tachiques". No dia seguinte, se reuniram ao pé do monte Gregur e lutaram na planície ao sul, desde a manhã até a terceira hora. Enquanto ainda estavam colocando os tachiques em fuga, de repente o príncipe de Anjavacique Saur se rebelou, saiu das fileiras e virou sua espada às tropas armênias. Tigranes, rasgando as tropas, encontrou Saur e disse: "Pare, apóstata Saur, porque Cristo fez você cair em minhas mãos." E ele cortou a cabeça de Saur com sua espada. No entanto, ele mesmo foi martirizado lá pela espada junto com dois príncipes. Então o exército armênio ficou preso e todo homem perdeu a vida. Mas alguns fugiram e atravessaram a cidade pantanosa de Oj. Restos daqueles mortos pelos iranianos são mantidos no relicário do martírio rebatizado de Santo Anfitrião. Ibraim passou por Arquena, para Bassiana, para Virque, e para Javaque e para Vananda. Tomou os impostos e voltou para Tachiquistão. O marzobã foi sepultado na porta da catedral em Jiuncerta, em Taraunitis, na cidade de Porpe.